# Volpino italiano
De volpino italiano is een hondenras dat afkomstig is uit Italië. Het dier is de Italiaanse variant van de keeshond. Het ras is in gebruik als gezelschapshond. Oorspronkelijk werd het dier gebruikt als waakhond. Een volwassen dier is ongeveer 30 centimeter hoog en bereikt een gewicht van ongeveer 5 kilogram.
Akita ·
Amerikaanse akita ·
Alaska-malamute ·
Basenji ·
Canaänhond ·
Canadese eskimohond ·
Chowchow ·
Cirneco dell'Etna ·
Eurasiër ·
Europese sledehond ·
Faraohond ·
Finse lappenhond ·
Finse spits ·
Groenlandse hond ·
Hokkaido ·
IJslandse hond ·
Jämthund ·
Japanse spits ·
Kai ·
Karelische berenhond ·
Keeshond ·
Kintamanihond ·
Kishu ·
Koreaanse jindohond ·
Lapinporokoira ·
Mexicaanse naakthond ·
Noorse buhund ·
Noorse elandhond ·
Noorse lundehond ·
Norrbottenspets ·
Oost-Siberische laika ·
Peruaanse naakthond ·
Podenco canario ·
Podenco ibicenco ·
Podengo Português ·
Russisch-Europese laika ·
Samojeed ·
Shiba ·
Shikoku ·
Siberische husky ·
Taiwandog ·
Thai Bangkaew Dog ·
Thai ridgebackdog ·
Västgötaspets ·
Volpino italiano ·
Westsiberische laika ·
Yakut laika ·
Zweedse lappenhond